# Aboubacar Konté
 (mars 2020).
Pour les articles homonymes, voir Konte.
Aboubacar Konté, né le 2 mars 2001 au Mali, est un footballeur malien qui évolue au poste d'ailier gauche au Dila Gori.
Vainqueur de la Coupe d'Afrique des Nations U20 en 2019 au Niger avec les Aiglons du Mali, Aboubacar Dit Boubou Konté, souvent cité parmi les meilleurs talents de sa génération, a été fréquemment comparé à Seydou Keïta, l'ex-joueur du FC Barcelone.

## Biographie

### En club
Aboubacar Konté commence sa carrière professionnelle en Norvège, avec le Sarpsborg 08 FF, qu'il rejoint en mars 2019. Il joue son premier match avec l'équipe première le 1er mai 2019, lors d'un match de coupe de Norvège face au modeste club du SK Sprint-Jeløy (en), contre qui son équipe s'impose sur le score de trois buts à zéro.
En mai 2021 il est prêté au FK Jerv. Le 27 août 2021 il est de nouveau prêté, cette fois-ci au Portugal, au CD Nacional.

### En équipe nationale
Avec les moins de 20 ans, il participe à la Coupe d'Afrique des nations des moins de 20 ans en 2019. Lors de ce tournoi organisé au Niger, il joue quatre matchs. Le Mali remporte la compétition en battant le Sénégal en finale, après une séance de tirs au but.
Il dispute ensuite quelques mois plus tard la Coupe du monde des moins de 20 ans qui se déroule en Pologne. Il s'illustre lors du mondial junior en inscrivant deux buts en cinq matchs. Il marque lors de la première rencontre face au Panama, puis à récidive lors du huitièmes de finale remportée aux tirs au but face à l'Argentine. Le Mali s'incline en quart de finale du mondial, face à l'Italie.

## Palmarès
- Vainqueur de la Coupe d'Afrique des nations des moins de 20 ans en 2019 avec l'équipe du Mali des moins de 20 ans